# Anna McMorrin
Anna Rhiannon McMorrin, née le 24 septembre 1971 à Brecon, est une femme politique britannique, membre du Parti travailliste gallois.
Elle est députée pour Cardiff Nord depuis le 8 juin 2017.

## Début de carrière
Anna McMorrin grandit près de Brecon et rejoint le Parti travailliste quand elle est étudiante. Elle est diplômée de l'Université de Southampton en 1994, avec un BA en français et en science politique. En 1997, elle est diplômée de l'Université de Cardiff, avec un diplôme d'études supérieures en journalisme.
Après avoir obtenu son diplôme, elle travaille dans les relations publiques et la communication. Après avoir travaillé en tant que chargée de communication pour le Parti travailliste entre 1996 et 1997, elle travaille pour le cabinet de conseil en affaires publiques  Hill et Knowlton. En 2006, elle devient directrice des campagnes et de la Communication pour les Amis de la Terre Cymru. En 2008, elle rejoint le Gouvernement du pays de Galles comme conseiller spécialisée, travaillant avec les ministres, notamment Jane Hutt, John Griffiths et Alun Davies.
En février 2016, elle demande en vain à être candidate travailliste pour Merthyr Tydfil et Rhymney, perdant face à Dawn Bowden.
Elle quitte le gouvernement Gallois pour devenir directrice de Llais Ltd, et rejoindre Invicta Affaires Publiques en octobre 2016.

## Carrière parlementaire
Le 8 juin 2017, McMorrin est élue députée pour Cardiff North.
Peu de temps après être devenue députée, elle demande au leader de la Chambre des Communes, Andrea Leadsom, un débat d'urgence sur les 1 100 pertes d'emplois de Tesco dans le Nord de Cardiff. Elle s'oppose à la décision, et demande qu'elle soit réexaminée. Elle réussit à obtenir un débat d'urgence à la Chambre des Communes le 19 juillet 2017, et dans son discours dit qu'elle souhaite "mettre en évidence la manière dont Tesco a agi; d'autre part, de décrire l'impact humain de ces actions; et enfin, explorer la façon dont nous répondons à ces choses et les prochaines étapes.".
Elle est Parlementaire Private secretary (PPS) de Barry Gardiner député et shadow Secrétaire d'État au Commerce International jusqu'au 13 juin 2018,.
Elle est membre du comité d'Audit de l'Environnement et rejoint le comité des affaires Galloises le 24 octobre 2017 à la suite de critiques concernant le manque de femmes.
Le 13 juin 2018, McMorrin et cinq autres députés travaillistes démissionnent de leur poste de frontbenchers en signe de protestation contre la position du parti sur le brexit. Le leader Jeremy Corbyn demande à ses députés de s'abstenir lors d'un vote pour que la Grande-Bretagne reste dans le marché unique, en adhérant à l'espace Économique Européen (EEE). Les députés démissionnent et votent en faveur de l'EEE.

## Vie personnelle
McMorrin a deux filles. En 2014, elle quitte son poste au ministère gallois des ressources naturelles après le début d'une relation avec le ministre, Alun Davies, avec qui elle vit aujourd'hui à Cardiff. McMorrin a appris la langue Galloise et parle le français et l'espagnol.